# Limerick
Pour les articles homonymes, voir Limerick (homonymie).
Limerick (prononcé en anglais : /ˈlɪməɹɪk/, en irlandais : Luimneach, /ˈl̪imʲɨnʲəx/) est une ville d'Irlande, chef-lieu du comté du même nom.
Avec près de 100 000 habitants, elle se place au troisième rang des villes les plus peuplées du pays après Dublin et Cork.

## Toponymie
À l'origine, « Luimneach » désigne la région située le long des rives de l’estuaire du Shannon, que l'on appelait alors « Loch Luimnigh ». « Inis Sibhtonn » fut la première installation sur ce site, datant de la période pré-vikings. Elle est mentionnée dans les Annals for King's Island. Cette île était également appelée « Inis an Ghaill Duibh ».

## Géographie

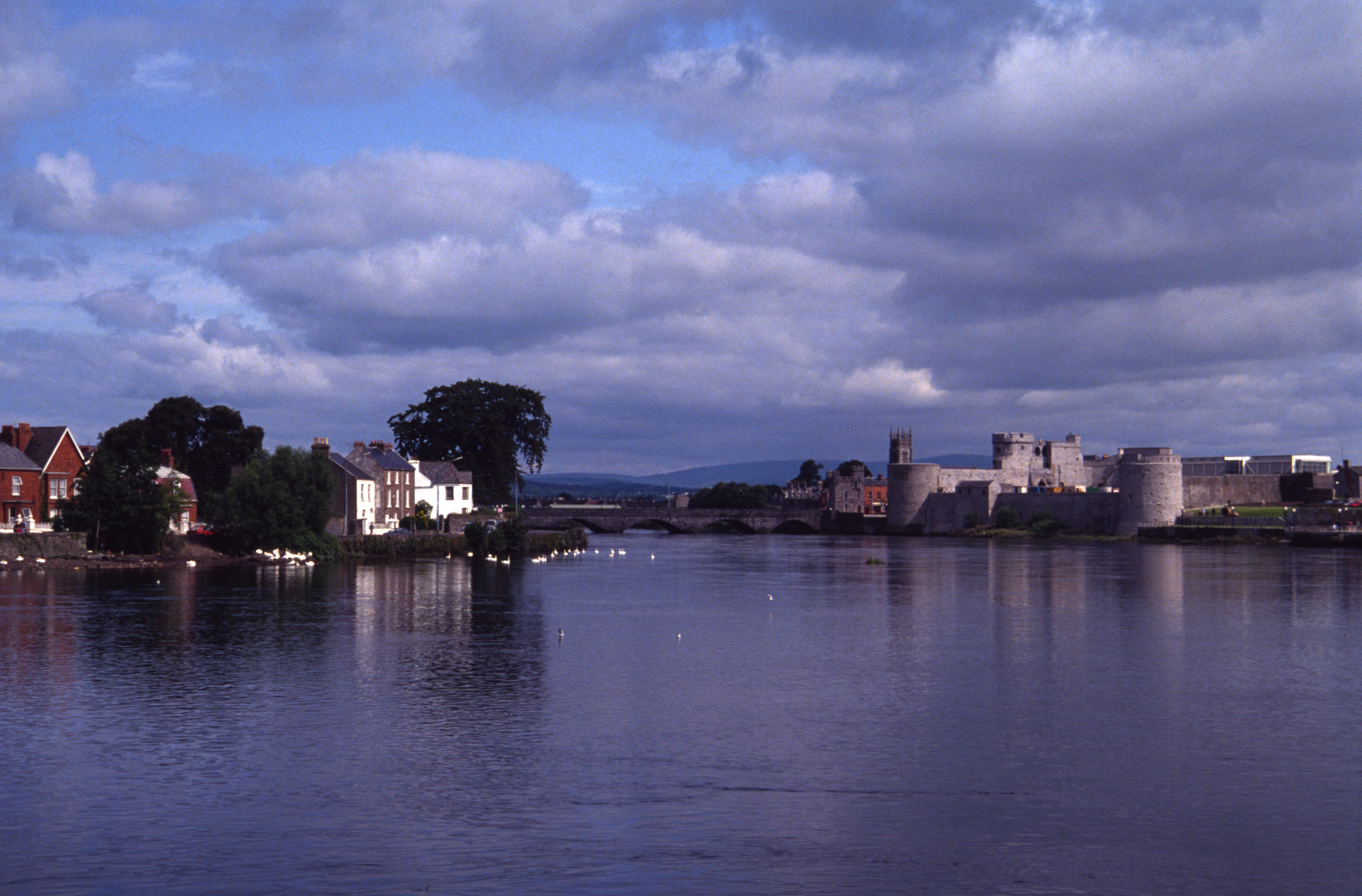
Le fleuve Shannon et King John's Castle.

### Situation
Limerick est située à 195 km à l’ouest de Dublin, et se trouve à équidistance de Cork au sud et Galway au nord, à 105 km de chacune de ces villes.
Située dans l'ouest de l'île, elle est bordée par le fleuve Shannon.

### Climat
Le climat océanique de Limerick est doux, avec une température journalière moyenne comprise entre 20 °C en juillet et 4 °C en janvier. Les records de température enregistrés dans la ville sont un maximum de 31,6 °C et un minimum de -11,2 °C.

## Histoire

### Origines

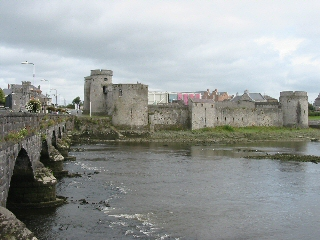
King John's Castle : un château du XIIIe siècle près du centre de la ville et du fleuve Shannon.

La fondation de la ville elle-même remonte à l'établissement des Vikings en 812. Entre 850 et 978 année de la prise de la ville par Brian Boru, Limerick est le centre d'un petit royaume viking. Les Normands ont profondément restructuré la ville au XIIe siècle et y ont ajouté la plupart des monuments importants comme le château du Roi Jean et la cathédrale Sainte-Marie.
Durant les guerres civiles du XVIIe siècle, l'Irlande ayant pris position pour le roi d'Angleterre en espérant des compensations, la cité de Limerick joua un rôle pivot et fut assiégée par Oliver Cromwell en 1651, puis deux fois par Guillaume III d'Angleterre dans les années 1690. Elle est le lieu d'un traité entre Guillaume III et Jacques II, signé le 13 octobre 1691.

### Époque moderne
Limerick s'est enrichie au XVIIIe siècle grâce au commerce, mais l'Acte d'Union (1800), ainsi que la grande famine ont causé son déclin et la dégradation de son économie. La tendance ne s'est inversée que depuis les années 1990, durant la période dite de « l'économie du Tigre celtique ».
Limerick a bénéficié du chemin de fer en 1848 où elle fut reliée à la ligne Dublin-Cork, puis à Waterford en 1853. L'ouverture de lignes secondaires dans les années 1850 et 60 lui a conféré une position centrale dans les communications régionales.
Le 14 avril 1919, au début de la guerre d'indépendance irlandaise, l'armée britannique proclame la loi martiale à Limerick en réaction aux activités de l'IRA. La population réagit en déclarant la grève générale. Pendant deux semaines, des conseils ouvriers contrôlent les entrées de la ville, organisent le ravitaillement et impriment leur propre monnaie. Cet épisode est désigné comme le « Soviet de Limerick ».

## Démographie
La population de Limerick, y compris sa banlieue et les environs immédiats, forme une agglomération de 94 192 habitants (d'après le recensement de 2016) ; cela la classe au troisième rang des cités d'Irlande si l'on inclut aussi les régions adjacentes du Comté de Clare. La population de la ville intra muros est de 58 320 habitants, selon les données les plus récentes (2016). Ce nombre reste stable depuis près de 25 ans et établit Limerick comme la troisième plus grande ville d'Irlande, après Dublin et Cork, et la quatrième plus grande zone urbaine de l'île (après Dublin, Belfast et Cork).

## Administration

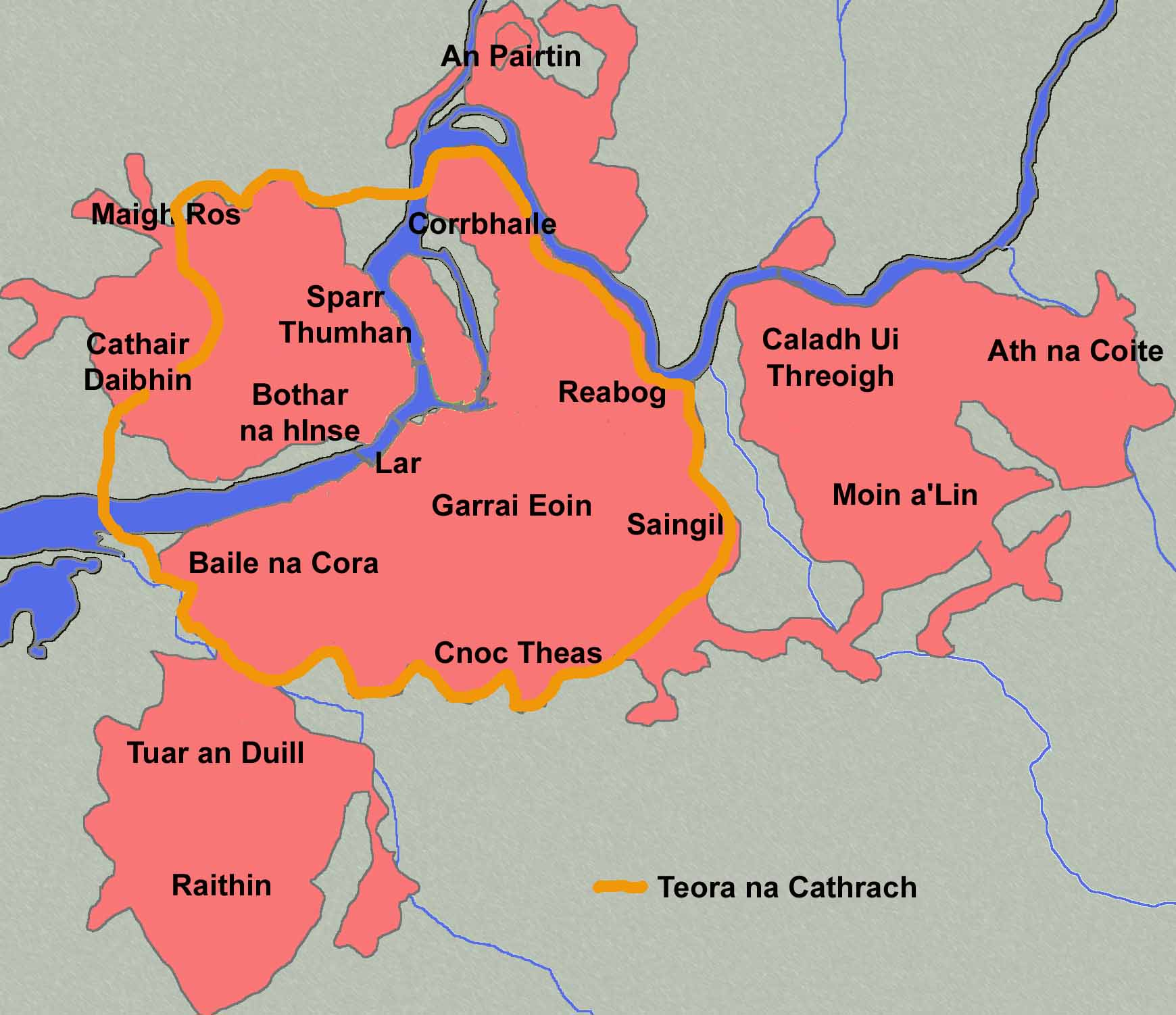
Les quartiers de Limerick.

Avant 2014, conseil municipal avait la responsabilité de plusieurs services locaux, comme la distribution et l'épuration des eaux, la planification et le développement urbain, les musées et bibliothèques, la collecte des taxes sur les véhicules, la circulation et le logement social. Les conseillers (appelés autrefois Aldermen) élisaient chaque année un maire qui présidait le conseil et représentait la ville. 
En 2014, le conseil municipal de Limerick et celui du comté de Limerick sont remplacés par le conseil de la ville et du comté de Limerick, formé de quarante membres élus pour un mandat de cinq ans. Le maire est élu directement par la population depuis 2024, pour un mandat de même durée.

### Maire
John Moran est le premier maire de la ville élu au suffrage universel le 7 juin 2024.

### Limites administratives
Malgré l'extension rapide de la zone urbaine de Limerick, les limites de la ville n'ont pas changé depuis 1960 ; des demandes réitérées de conseillers municipaux qui jugent ces limites antiques et inadaptées au développement actuel de la cité visent à en redéfinir le tracé. Une grande proportion de ce qui est considéré comme la population de Limerick demeure en fait dans les banlieues construites après 1960, comme Caherdavin (Cathair Daibhín), Dooradoyle (Túr an Dúill), Castletroy (Caladh Ui Threoigh), Gouldavoher (Gabhal Dá Bhóthair), et Raheen (An Ráithín).

### Élections nationales
Pour les élections au Dáil Éireann, Limerick fait partie de la circonscription de Limerick City qui élit quatre représentants au scrutin proportionnel. Pour les élections au parlement européen, la ville est incluse dans la circonscription d'Irlande-sud, qui élit trois députés.

## Économie

### Industrie
Limerick est au cœur de la région appelée Midwest ; elle est aussi désignée comme la « région du Shannon », qui représente surtout un concept économique et social. La région comprend le comté de Limerick, de Clare, le nord du comté de Tipperary et la partie nord-ouest du comté de Kerry ; son point focal est centré sur Limerick et ses environs, dans un rayon de huit kilomètres.
Cette région est une des plus importantes d'Irlande après Dublin et Cork, et dont le succès économique s’appuie sur l'université de Limerick, sur l'aéroport de Shannon et sur Shannon Devlopment, une agence de développement économique.
Étant le plus grand port sur le fleuve Shannon, l'activité économique de Limerick était traditionnellement basée sur l'agriculture. La ville était le plus grand producteur de viande d'Irlande et contenait de nombreuses industries minotières.
Avec le changement de physionomie de la ville, plusieurs entreprises multinationales sont désormais installées à Limerick. Dell a implanté sa principale usine d'Europe à Raheen Business Park, et produit de 30 000 à 60 000 unités par jour ; c'est un des plus grands employeurs du Midwest, en contribuant pour 5,8 % au PIB irlandais en 2002 ; l'usine d'assemblage de Dell a cependant été fermée en 2009 après l'ouverture d'une nouvelle usine en Pologne. Analog Devices a également son usine européenne à Raheen, à trois kilomètres du centre-ville ; ce site emploie plus de mille personnes. Vistakon, filiale de Johnson & Johnson, a établi à Castleroy une des plus grandes usines de verres de contact du monde, dans le National Technology Park.

### Commerce
Le centre-ville est la principale zone commerciale, avec des quartiers piétonniers. Autour de la ville se trouvent également des centres commerciaux, comme Crescent Shopping Centre à Dooradoyle, et le Jetland Shopping Centre à Caherdavin, ou le récent Castleroy Shopping Centre de Castleroy.
Fin 2007/début 2008 verra l’ouverture du Coonagh Cross Shopping Centre, qui sera le plus vaste de tout le Midwest. L'Opera Centre est un gigantesque projet de développement d'un centre commercial en centre-ville et dont les travaux ont déjà débuté.

### Tourisme
Limerick est une des principales destinations touristiques du pays[réf. nécessaire] ; elle se trouve à une demi-heure de l'aéroport de Shannon par la route. L'industrie touristique s'y est développée au cours des années 2000 : plus de mille lits ont été ajoutés en 2006 du fait de l'ouverture de cinq nouveaux hôtels. Limerick est la première ville à procurer aux visiteurs des « ambassadeurs de rues », qui sont des personnes chargées de leur rendre plus agréable le séjour dans la ville.

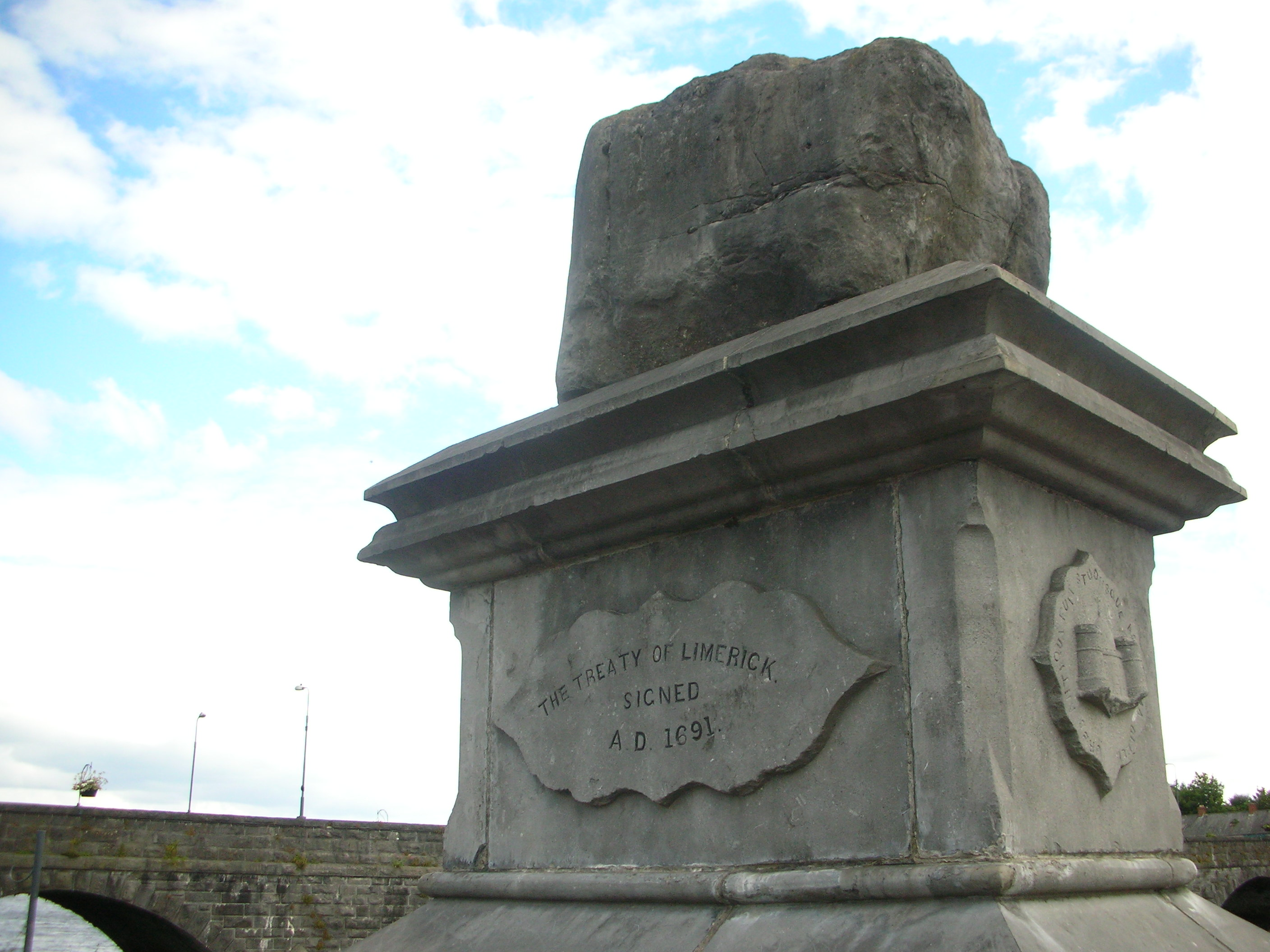
Treaty stone (la Pierre du Traité).

Limerick propose de nombreux lieux d'intérêt touristique, comme le château du roi Jean (1212), la cathédrale Sainte-Marie (1168), la Pierre du Traité (Treaty Stone) sur laquelle est réputée avoir été signé le traité de Limerick (1691), le musée Hunt, et de nombreux circuits. L’université de Limerick mérite aussi une visite, en tant que centre culturel de la région. Dans les alentours, on peut visiter le château de Bunratty, le village d'Adare et le « Foynes Flying Boat Museum ».

## Architecture

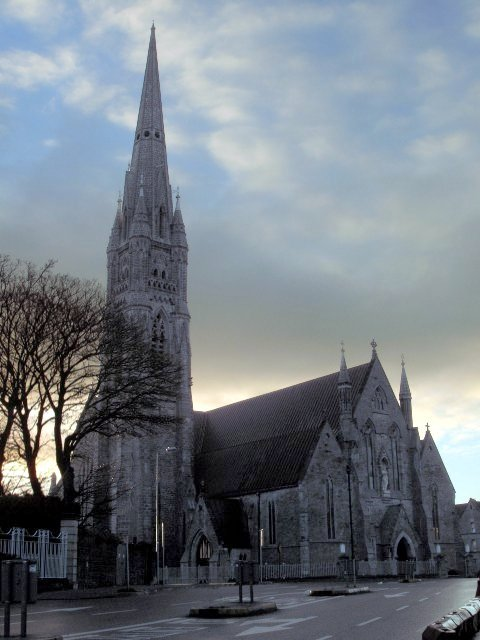
La cathédrale Saint-Jean.

Le centre-ville se divise entre les quartiers traditionnels de la « ville anglaise » à la pointe sud de King's Island, où se trouve le château, la « ville irlandaise » qui est composée des rues les plus anciennes de la rive sud, et le centre économique actuel appelé « Newtown Pery ». Cette partie a été construite à la fin du XVIIIe siècle avant l'Acte d’Union ; son plan quadrillé est inhabituel pour une ville irlandaise et unique dans Limerick. Le centre de Limerick change rapidement avec la construction de hauts buildings modernes depuis le début des années 2000.
Les quartiers périphériques, où demeure maintenant la majeure partie de la population, se sont étendus à partir du centre le long des axes principaux desservant Ennis, Dublin et Cork. Les habitations de banlieue sont en majorité des maisons semi-détachées à un étage, destinées à une seule famille. Elles ont été construites depuis les années 1960 sur de vastes lotissements, à l'initiative de projets gouvernementaux et de promoteurs privés. Certains quartiers, bâtis avant les années 1930, présentent encore des maisons de style édouardien, le long des principales artères conduisant de la banlieue vers le centre.
Le style georgien était évident pour les quartiers réalisés vers 1800. Un certain nombre de ces constructions a été remplacé par des immeubles modernes, mais la majeure partie de Newtown Pery est représentative de cette architecture.
Les constructions les plus remarquables sont le château du Roi Jean et la cathédrale Sainte-Marie dans la « ville anglaise », et la cathédrale Saint-Jean ; conçue par l'architecte victorien Philip Charles Hardwick. La cathédrale Sainte-Marie, âgée de plus de 800 ans, est l’une des plus anciennes d'Irlande ; la cathédrale Saint-Jean, plus moderne, possède l'un des plus hauts clochers.

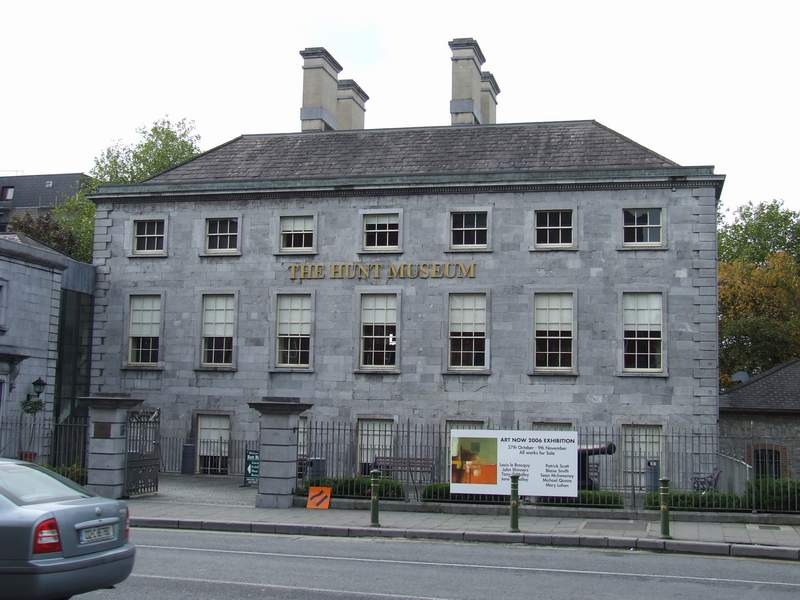
Le musée Hunt.

Le musée Hunt, très célèbre en Irlande, est installé dans une ancienne maison des douanes du XVIIIe siècle. Ce musée présente au public une collection d'environ 2 000 objets d'art et d'antiquités rassemblés par John et Gertrude Hunt durant toutes leurs vies. Parmi ces trésors se trouvent la croix d'Antrim, datant du IXe siècle, une esquisse de Picasso, et un cheval de bronze réalisé d’après un modèle de Léonard de Vinci.

## Transports
L'aéroport international de Shannon, à 20 km de la ville, permet des vols directs vers l'Europe et l'Amérique du Nord sur des lignes de Ryanair, Aer Lingus et American Airlines.
La gare de Limerick Colbert est fréquemment desservie par des trains de Dublin, Cork, Ennis, Waterford et permet une correspondance avec des villes du comté.
De nombreuses lignes de bus locales, exploitées par la compagnie nationale Bus Éireann, font communiquer Limerick et sa banlieue et la relient aux villes et villages du comté. Il y a également une desserte de l'aéroport de Shannon.
Des bus internationaux partant de la gare routière permettent de rallier Dublin, Cork, Galway, ainsi que Londres par l'intermédiaire d'un ferry au départ de Rosslare Europort.

## Éducation
Limerick est une importante ville universitaire d’Irlande, après Dublin et Cork.
L'Université de Limerick (UL), à 5 km à l'est du centre à Castleroy, est fréquentée par 17 000 étudiants. Elle est réputée pour ses études d'ingénieur, les sciences économiques, sur la technologie de l'information, la science des matériaux, la science du sport, les humanités, les sciences sociales et la musique. L'Université de Limerick (UL) propose des programmes de langue aux étudiants étrangers désirant améliorer leur anglais. Un programme de Language Learning Hub met en relation des étudiants locaux et des étudiants en échange à l'UL : français, allemand, espagnol, etc. L'Irish World Music Centre situé au campus de l'UL est spécialisé dans la musique traditionnelle et l'Irish Chamber Orchestra s'est établi à l'UL depuis 1995.
Des universités réputées comme Mary Immaculate College pour les arts et Thomond College of Education pour la formation des enseignants sont maintenant intégrés à l'Université de Limerick.
L'Institut de Technologie de Limerick (LIT), à 3 km au nord-ouest, enseigne le commerce, l'ingénierie, les technologies de l'information, les humanités et les sciences de l’éducation. On y prodigue également des cours d'art et de design. Le LIT regroupe 6 500 étudiants.
Depuis 2006, le Griffith College Dublin (GCD) possède également un campus en ville à la suite de l'acquisition du Mid West Business Institute. Le collège se situe sur Quinlan Sreet, dans le centre-ville de Limerick, et regroupe environ 800 étudiants.

## Sports

### Golf
La cité universitaire dispose d'un grand nombre d'infrastructures sportives. Parmi elles, un gigantesque golf couvert.

### Rugby
Le rugby à XV est le sport le plus populaire de la ville qui est souvent désignée comme la « patrie du rugby » en Irlande. Il est pratiqué à tous les niveaux, depuis l'école jusqu'à des ligues de seniors.
Depuis la création de la All Ireland League en 1991, à laquelle participent les deux Irlande, cette compétition a été dominée par Limerick qui l'a remportée onze fois en seize ans.
Les matches de coupe d'Europe sont maintenant disputés au Thomond Park de Limerick, où l'équipe du Munster détient fièrement le record de 26 matches consécutifs invaincus dans cette compétition. Munster a gagné la coupe en 2006 et en 2008, menée par Paul O'Connell qui joue également dans l'équipe nationale et avec les Lions.

### Sports gaéliques

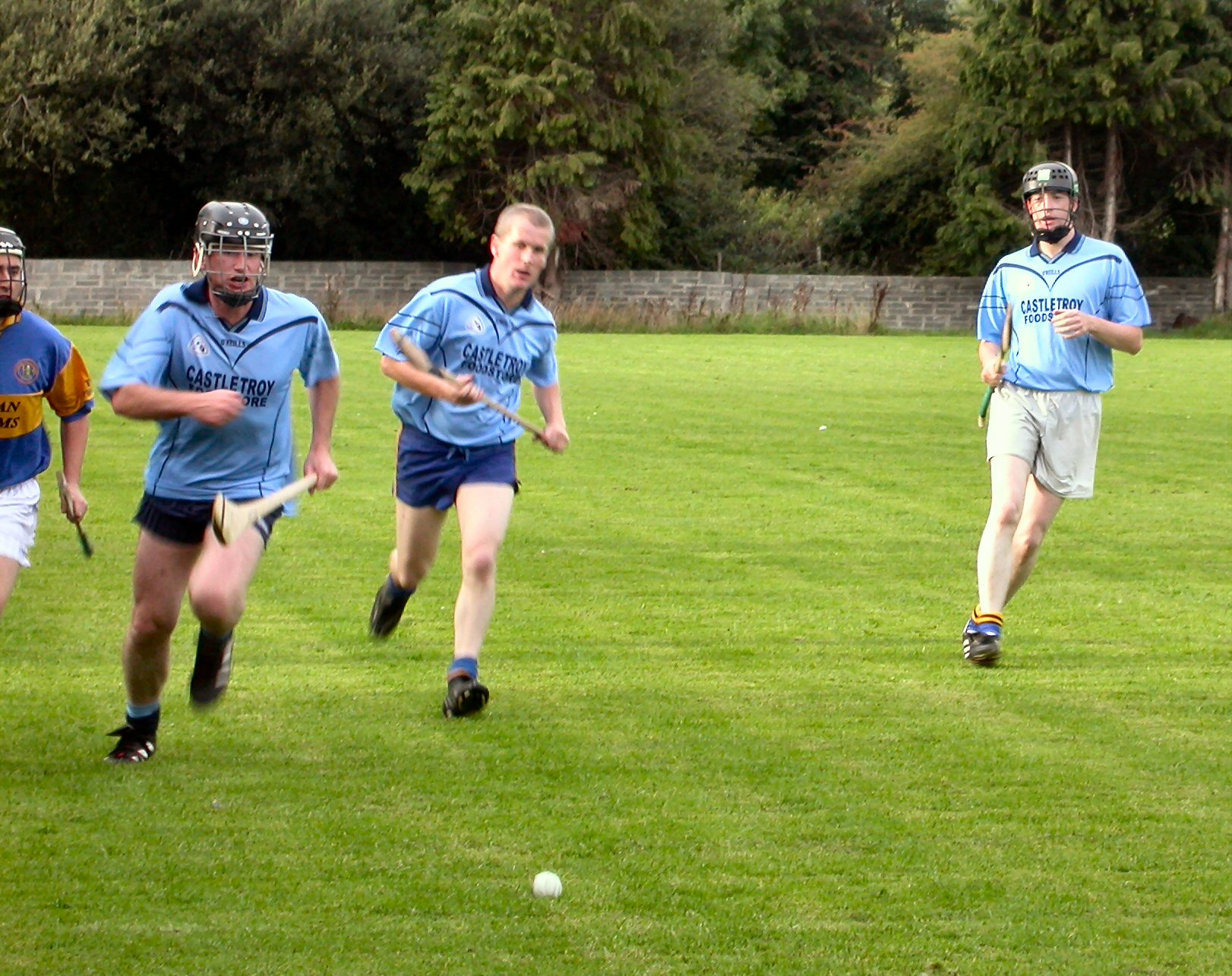
Hurling : Áth an Mhuilinn contre Tobar Phádraig, 28 août 2004.

Les sports nationaux irlandais (hurling, football gaélique) sont largement pratiqués dans Limerick et sa banlieue. Bien que Limerick n'ait pas gagné de championnat national de hurling depuis 1973, son équipe est considérée comme une des huit meilleures dans cette discipline. Le championnat moins de 21 ans, en revanche, a été remporté trois années consécutives par l'équipe du comté (2000, 2001 et 2002).
Limerick a remporté le tout premier championnat de football gaélique en 1887, et réédita l'exploit en 1896. Néanmoins, ce sport a, depuis, vécu dans l'ombre du hurling à part un regain de succès en 2000 et 2004.
C'est au stade Gaelic Grounds (Páirc na nGael), d'une capacité de 49 500 places, depuis sa modernisation en 2004, que jouent les équipes de sports gaéliques du comté. Ce stade a reçu une affluence record de plus de 61 000 spectateurs en 1961, lors d’une finale en hurling entre Tipperary et Cork.

### Football
La ville compte une équipe de football (Treaty United) ainsi qu'une équipe de football américain (UL Vikings AFC).

## Jumelage
- Quimper (France) depuis 1980
- Spokane (Washington) (États-Unis) depuis 1990
- Limerick (en) (États-Unis) depuis 1990
- Starogard Gdański (Pologne) depuis 2006
- Cloppenburg (Allemagne) (programme d'échanges)
- New Brunswick, New Jersey (États-Unis)
- Kansas City (Kansas) (États-Unis)
- New York (États-Unis) depuis 2006

## Cultes

### Anglican
Il est centré sur la Cathédrale Sainte-Marie de Limerick.

### Catholique
Tête du diocèse éponyme, Limerick est dotée de la cathédrale Saint-Jean et de nombreuses églises. Parmi celles-ci, l'église du Sacré-Cœur, construite en 1868, a été rachetée en 2012, aux jésuites, par l'Institut du Christ Roi Souverain Prêtre.

### Communauté juive de Limerick
Au Moyen Age, cinq Juifs vivent dans la ville de Limerick mais en 1290, tous les Juifs sont expulsés de la localité comme de tous les autres territoires britanniques.

Au XIXe siècle, des Juifs s'y réinstallent. Petits commerçants d'origine lituanienne, ils ont fui les persécutions et sont installés sur Colooney Street (aujourd'hui Wolfe Tone Street). La petite communauté prospérant fonde une synagogue et un cimetière près de (en)Castleconnell, dans les années 1880. 

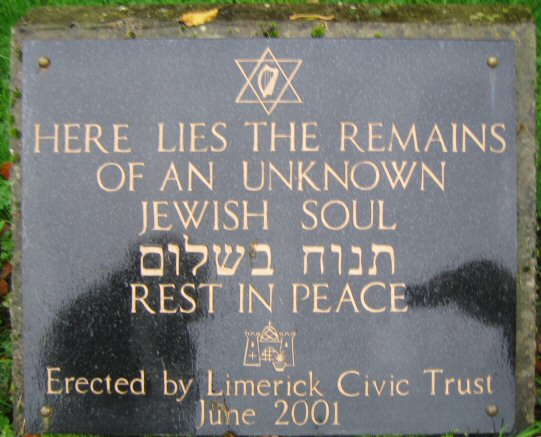
« Ici repose les restes d'une âme juive inconnue », à Limerick (Irlande).

Le dimanche de Pâques 1884 commence une série d'attaques et de manifestations antisémites violentes sporadiques. En 1892, deux familles sont battues et une lapidation a lieu en 1896.
En 1904, est lancé par les allégations antisémites incendiaires d'un prêtre rédemptoriste, le père John Creag (en)], le boycott de Limerick (également connu sous le nom de « pogrom de Limerick » à cause des violences antisémites), pendant plus de deux ans, ce qui poussent de nombreuses familles juives à quitter la ville,. En 1926, la communauté est passée de 170 à 30 Juifs demeurant à Limerick.
Le petit cimetière juif de Kilmurray, à Newcastle dans le comté de Limerick, a été restauré et s'ouvre au visiteur comme un jardin,.

## Personnalités liées
- Rachel Burrows (1912 - 1987), actrice, animatrice et enseignante irlandaise
- Michael Collins (1964 - ), romancier
- Dorothea Conyers (1869-1949), romancière, y est morte.
- Pat Cox (1952 - ), homme politique irlandais, président du Parlement européen de janvier 2002 à juin 2004
- Steve Finnan (1976 - ), footballeur
- Anthony Foley (1973-2016), rugbyman
- Richard Harris (1930-2002), acteur et réalisateur
- Noel Hogan, l'un des plus célèbres guitaristes irlandais, membre du groupe The Cranberries.
- Becky Lynch (1987 - ), catcheuse
- Frank McCourt (1930-2009), enseignant et écrivain américano-irlandais
- John McMahon (1er baronnet) (1754-1817), homme politique britannique.
- Leanne Moore (1984-), chanteuse irlandaise.
- Paul O'Connell (1979 - ), rugbyman
- Dolores O'Riordan (1971-2018), chanteuse du groupe The Cranberries
- Aphex Twin (1971 - ), compositeur de musique électronique
- Fergal Lawler (1971 -) The Cranberries

## Culture populaire
- Dans la légende arthurienne, Durmart le Galois, roman anonyme en vers du milieu du XIIIe siècle, décrit un siège de Limerick (appelé Limeri) sur plus de 4000 vers. Durmart, héros éponyme, défend la dame de Limeri contre le félon Nogant[11].

- Limerick est le cadre du best-seller de Frank McCourt, Les Cendres d'Angela dans lequel l'auteur décrit son enfance dans les quartiers pauvres de la ville.
- Dans le premier couplet de la chanson de Michel Sardou Les lacs du Connemara, il est question d'une église en granit de Limerick.